# Coccymys ruemmleri
Coccymys ruemmleri (пацюк Рюммлера) — вид гризунів родини мишеві (Muridae).

## Поширення
Вид є ендеміком Нової Гвінеї. Зустрічається у гірських лісах та високогірних луках.

## Опис
Довжина тіла Coccymys ruemmleri близько 14 см, з хвостом — 24 см завдовжки. Маса тіла близько 35 г. Спина коричнева і черево блідо-сірого кольору.